# Малешевци (род)
Малешевци (једнина Малешевац) су стари, веома разгранати српски род. Овај род потиче из Малине, данас пустог селишта између Билеће и Требиња у Источној Херцеговини. Једну од специфичности Малешеваца представља слављење крсне славе Св. Игњатије Богоносац.

## Предања о пореклу
Предања о пореклу и прошлости рода Малешеваца веома су распрострањена по Херцеговини, док су по другим српским областима релативно ретка. У Херцеговини влада опште мишљење, да су све тамошње породице које славе св. Игњатија Богоносца пореклом од рода Малешеваца. Данас се ни једна од тих фамилија не презива Малешевац, пошто су временом све оне прихватиле новија презимена.
Једна од најчешћих верзија малешевског предања која се може чути у Херцеговини, гласи: „У Малини су Малешевци живели све до турског времена. Једнога дана дошао им је на конак некакав пашајлија и почео чинити зулуме. Домаћин Малешеваца Малеш војвода са својих осам синова закоље пашајлију, ухвати његову крв у лонац и остави га `на пријеклад`. Исто тако задрже његову сабљу, која је била богато опремљена. После неколико година почела је да ври крв у лонцу, домаћин се уплаши и рече синовима да беже. Сви га послушају, сем најмлађег, који остаде на Видњама (у Опутној Рудини). Од њега потичу све породице у Херцеговини које славе Игњатдан. (...) Они Малешевци који су побегли `низ Босну` су се `придворили у једног бега`. За први Божић бег им дође на `положај` и честито дарује бадњаке. Да би се одужили бегу, Малешевци му дарују сабљу коју су одузели од оног пашајлије кад су га заклали. Када је бег прочитао на сабљи име свога сина, стави их на муке и они признадоше шта су учинили. Затим је бег посекао све мушкарце. Остало је неколико трудних жена и од њих су они у Босни што славе Игњатдан”. Постоји више варијанти овог предања, али се оне међусобно разликују само у мањим детаљима.
Код једног од херцеговачких огранака Малешеваца забележено је и једно предање о пореклу овог рода, које се донекле разликује од претходног. Према том предању, у Малини код Билеће је живео старац Малеш (или Милош) са својих 7 синова. Када су једном приликом Турци дошли код њих на конак, Малеш (Милош) их је лепо примио. Међутим, Турци су се напили и почели су се понашати бахато и непристојно. Због тога их је стари Малеш побио и преселио се под Стражиште, где су му од раније биле торине. Касније су се одатле њихови огранци расељавали по Херцеговини и другим областима.
До данас се у околини некадашње Малине очувало веома живо предање о старом роду Малешеваца. За овај род се прича, да је првобитно живео у Малини, а затим у недалеким местима Стражишту (на Зелениковој Главици) и Врбну, где су његови чланови сазидали цркву св. Игњатија, која и данас у измењеном облику постоји, а сада је посвећена св. Јовану. Иначе се у народној традицији излаже, да је из тог краја било доста исељавања, нарочито према западу, посебно „после Косова” (након Косовске битке 1389. Године).

## Помени у документима
У историјским изворима се род Малешеваца помиње почевши од 14. јануарa 1374. Године. Овог датума је састављен документ у Дубровнику, у коме се наводи, да је тада Милас (Милаш) од Малешеваца (Milas de Malesseuac) направио уговор о шестогодишњем најамништву код Дубровчанина Богића Љубиславића. 

Наредни документовани помен Малешеваца датира из 17. фебруара 1393. Године. Тада је забележено у документу, који се данас чува у Дубровачком архиву, да је Богослав Радославић из Малешеваца продао Миладину Војиславићу једног коња за 14 перпера.Малешевци се још крајем 14. века помињу као „власи”. Они су се тада бавили сточарством и кириџилуком (караванским превозом робе). Наиме, у више дубровачких докумената, писаних 1397. 1405. 1433. и других година, помиње се Херак Милошевић из катуна Малешевци („Cherach Millosseuich, Vlachus de Mallisseuci”, односно „de cathono Mallesevaz”), који се дужи низ година (око 40) бавио кириџиском делатношћу на простору од Дубровника до Лима, Вишеграда, Ариља и других трговачких одредишта у Србији и Босни. 

Хронолошки следи већи број докумената из 15. века и каснијег периода, у којима се наводе Малешевци. Међу најбитније од њих свакако спада дубровачки документ, писан 17. јула 1405. године. У њему се помиње катун Малешевац, за кога није изричито наведено где се налазио, али се може основано претпоставити, да је био на простору Малине, односно њене околине. Малина се, заједно са суседним Скроботним, изричито наводи у турском попису Херцеговине из 1475. – 1477. Године. 

Године 1465. забележено је, да су Малешевци били под јуридистикцијом Владислава Херцеговића (de Maleseuzi jurisdictionis comitis Vladissaui), сина херцега Стефана Вукчића Косаче.

## Друштвена организација у раном периоду
Малешевци нису успели да формирају посебно племе, по свему судећи због тога, што су веома рано почели са расељавањем из своје матице. Поједини аутори сматрају, да су они успели да „апсорбују” поједине катуне, који су се налазили у њиховој близини. Тако се наводи, да су Малешевци „апсорбовали” Пуношевиће (1402. године), Покрајчиће у Љубињу (наводно 1403. Године) и Репошевиће (1431). Међутим, вероватније је, да су ти катуни настали ширењем и гранањем старог малешевског рода. Вреди поменути, да се у историјским изворима појављују Прибјен Покрајчић Малешевац, влах (20. октобра 1401. Године) и Радиша Покрајчић Малешевац (1405. године), као и Милош Репошевић (Reposseuich) „из Малешева” (9. априла 1431. године).

## Однос славе Св. Игњатије и рода Малешеваца
Крсна слава Св. Игњатије је уско везана са родом Малешеваца. Међу Србима постоји известан број ређих крсних слава које су специфичне за поједине родове. То су славе које слави, уз минималне изузетке, само по један род. Такав је случај и са празником св. Игњатија.
Готово све породице које славе ову крсну славу воде порекло од рода Малешеваца. Оне су се још од позног средњег века па све до данас, непосредно и посредно расељавале из Херцеговине по већини балканских и панонских области у којима живе Срби. Због тога се породице које славе св. Игњатија на целокупном српском етничком простору са великом дозом сигурности могу повезати са Малешевцима, иако су многе од њих, живећи вековима ван матичне области и без контакта са другим сродним фамилијама, изгубиле традицију о свом малешевском пореклу.
Поред фамилија које воде порекло од Малешеваца, које чине велику већину међу породицама које славе св. Игњатија, постоји и мањи број оних, које су ову славу наследиле по женској линији. У питању су потомци предака који су се призетили у неку од породица рода Малешеваца. Тада су они прихватили славу своје супруге, на чије су имање дошли. Ти родови су, дакле, не само по женској линији потомци Малешеваца, већ су за њих још чвршће везани – самим чином призећивања (домазетства), односно примањем славе и донекле традицијом.
За мали број породица се не може поуздано рећи, да ли припадају родовима који славе св. Игњатија по мушкој или женској лози. Ти родови се издвајају од других фамилија које славе исту славу по области из које потичу или неким посебним етничким особинама.
Породице које не воде порекло од Малешеваца ни по мушкој ни по женској линији, а славе ову крсну славу, веома су малобројне. Такви случајеви представљају изузетке. Код њих је у питању била промена славе, можда проузрокована крвном осветом (стара слава једне породице је била св. Никола), док су преосталих пар фамилија вероватно страног порекла (бугарског). Оне су могле у новије време узети овог свеца за крсну славу, уместо имендана неког претка, који се звао Игњатије.

## Породице
Данас породице које воде порекло од рода Малешеваца носе читав низ различитих презимена. Оно што је готово свима њима заједничко је крсна слава св. Игњатије Богоносац. Презимена огранака рода Малешеваца су, између осталих:
Алексић, Алимпић, Апић, Арнаутовић, Аћимовић, Аџић, Бамбураћ, Бановић, Благојевић, Блашковић, Богдановић, Божић, Божјаковић, Бранковић, Будимировић, Букара, Буквић, Бусић, Ватрићевић, Велетић, Веселиновић, Видојевић, Витомир, Витомировић, Виторовић, Вићентијевић, Вишић, Вујичић, Вукић, Вуковић, Вукосављевић, Вучковић, Гавриловић, Гојко, Голуб, Голић, Госпавић, Грујић, Дабић, Давидовић, Дакић, Дамњановић, Даниловић, Даничић, Дедијер, Дољанчевић, Драгутиновић, Дракул (Дракуловић, Дракулић), Дубовина, Дугић, Дудић, Ђекић, Ђерић, Ђокић, Ђуђић, Ђукић, Ђурђевић, Ђурић, Ђуришић, Ђуричић, Ђуровић, Елесин, Ерић, Еро, Живановић, Забрдац,Зарић, Зековић, Иванковић, Ивановић, Илић, Инковић, Јанковић, Јарамаз, Јаћимовић, Јевремовић, Јеленић, Јелић, Јовановић, Јовић, Јокић, Калем, Калоперовић, Кнежевић, Ковачевић, Комленовић, Кочић, Крњевић, Крсмановић, Лазић, Лалићевић, Лукић, Љубенковић, Мајдов, Малетић, Малешевић, Мандић, Маринковић, Марић, Марковић, Марџуновић, Матејић, Матић, Матовић, Маћешић, Мијаиловић, Мијатовић, Микановић, Микулица, Миливојевић, Милићевић, Миловић, Милутиновић, Мирјанић, Милосављевић, Милошевић, Миросављевић, Митровић, Мишовић, Модић, Момић, Мостић, Нешић, Николајевић, Николашевић, Николић, Новић, Новосел, Обрадовић, Огризовић, Остић, Пајић, Панић, Пантић, Паспаљ, Пејић, Пејовић, Пелкић, Перишић, Петковић, Петрић, Петровић, Планинчевић, Попов, Пурешевић, Плотан,  Радоњић, Радосављевић, Радуловић, Ракић, Ранковић, Регојевић, Рилић, Саватијевић, Селенић, Симић, Сјеран, Скелеџија, Скендер, Скорупан, Смртић, Спасојевић, Средојевић, Срна, Станић, Станисављев, Станишић, Станковић, Стевановић, Степановић, Стојановић, Стокрп, Сушић, Танић, Тановић, Тегарић, Терзић, Тешендић, Тешић, Тимотијевић, Тиосављевић, Томаш, Томић, Трумић, Ћустић, Угљешић, Угљешин, Филиповић, Чакаревић, Чварковић, Чолић, Чучуковић, Цвијановић, Шашо, Шипрагић, Шербић, Шипчић, Шумоња, Шупета, Шупић, Шкорић, као и многа друга.

## Истакнуте личности
- Петар Кочић
- Јевто Дедијер
- Владимир Дедијер
- Стеван Дедијер
- Аћим Дољанац
- Радован Дољанчевић
- Ђурђевка Чакаревић
- Стојан Ковачевић
- Жарко Паспаљ
- Душко Попов
- Владимир Шипчић
- Марко Чакаревић
- Огњен Јарамаз
- Немања Јарамаз
- Немања Мајдов

## Разно
Почевши од 2006. године, па до данас, на иницијативу и под руководством Милорада Ћустића врше се истраживања порекла и развоја рода Малешеваца. Ова истраживања су до сада резултовала објављивањем прве комплетне монографије о овом роду, чији је аутор Александар Бачко, као и оснивањем интернет презентације „Малешевци“.

## Галерија
- Билећко језеро 2007.
- Малина матица Малешеваца 2007.
- Потписи и печати ускочких попова, Матије Поповића и Ивана Малешевца 1562. год.
- Остаци храма Св. Игњатија Богоносца у Жудојевићима